# Houston Texans 2003
La stagione 2003 degli Houston Texans è stata la seconda della franchigia nella National Football League e con un record di 5-11 vide i Texans terminare con una vittoria in più rispetto alla stagione di debutto.

## Draft NFL 2003
| Giro/Scelta           | Giocatore      | Ruolo            | College           |
| --------------------- | -------------- | ---------------- | ----------------- |
| 1/3                   | Andre Johnson  | Wide receiver    | Miami (FL)        |
| 2/41 (Da New England) | Bennie Joppru  | Tight end        | Michigan          |
| 3/67                  | Antwan Peek    | Linebacker       | Cincinnati        |
| 3/75 (Da New England) | Seth Wand      | Offensive tackle | NW Missouri State |
| 3/88 (Da Atlanta)     | Dave Ragone    | Quarterback      | Louisville        |
| 4/101                 | Domanick Davis | Running back     | LSU               |
| 6/192                 | Drew Henson    | Quarterback      | Michigan          |
| 6/214                 | Keith Wright   | Defensive tackle | Missouri          |
| 7/217                 | Curry Burns    | Defensive back   | Louisville        |
| 7/233                 | Chance Pearce  | Centro           | Texas A&M         |

## Calendario
| Turno | Data               | Avversario             | Risultato          | Stadio                | Record             | TV - ora           | Pubblico           |
| ----- | ------------------ | ---------------------- | ------------------ | --------------------- | ------------------ | ------------------ | ------------------ |
| 1     | 7/9/2003           | @ Miami Dolphins       | V 21–20            | Dolphin Stadium       | 1–0                | CBS 12:00pm        | 73,010             |
| 2     | 14/9/2003          | @ New Orleans Saints   | S 10–31            | Louisiana Superdome   | 1–1                | CBS 12:00pm        | 68,390             |
| 3     | 21/9/2003          | Kansas City Chiefs     | S 14–42            | Reliant Stadium       | 1–2                | CBS 12:00pm        | 70,487             |
| 4     | 28/9/2003          | Jacksonville Jaguars   | V 24–20            | Reliant Stadium       | 2–2                | CBS 12:00pm        | 70,041             |
| 5     | Settimana di pausa | Settimana di pausa     | Settimana di pausa | Settimana di pausa    | Settimana di pausa | Settimana di pausa | Settimana di pausa |
| 6     | 12/10/2003         | @ Tennessee Titans     | S 17–38            | LP Field              | 2–3                | CBS 12:00pm        | 68.809             |
| 7     | 19/10/2003         | New York Jets          | S 14–19            | Reliant Stadium       | 2–4                | CBS 12:00pm        | 70.623             |
| 8     | 26/10/2003         | @ Indianapolis Colts   | S 21–30            | RCA Dome              | 2–5                | CBS 12:00pm        | 56.132             |
| 9     | 2/11/2003          | Carolina Panthers      | V 14–10            | Reliant Stadium       | 3–5                | FOX 12:00pm        | 70.052             |
| 10    | 9/11/2003          | @ Cincinnati Bengals   | 'S 27–34           | Paul Brown Stadium    | 3–6                | CBS 12:00pm        | 50.437             |
| 11    | 16/11/2003         | @ Buffalo Bills        | V 12–10            | Ralph Wilson Stadium  | 4–6                | CBS 12:00pm        | 72.677             |
| 12    | 23/11/2003         | New England Patriots   | S 20–23 (DTS)      | Reliant Stadium       | 4–7                | CBS 12:00pm        | 70.719             |
| 13    | 30/11/2003         | Atlanta Falcons        | V 17–13            | Reliant Stadium       | 5–7                | FOX 12:00pm        | 70,388             |
| 14    | 7/12/2003          | @ Jacksonville Jaguars | S 0–27             | ALLTEL Stadium        | 5–8                | CBS 12:00pm        | 43.363             |
| 15    | 14/12/2003         | @ Tampa Bay Buccaneers | S 3–16             | Raymond James Stadium | 5–9                | CBS 12:00pm        | 65.124             |
| 16    | 21/12/2003         | Tennessee Titans       | S 24–27            | Reliant Stadium       | 5–10               | CBS 12:00pm        | 70,758             |
| 17    | 28/12/2003         | Indianapolis Colts     | S 17–20            | Reliant Stadium       | 5–11               | CBS 12:00pm        | 70.680             |